# Barahona (stad)
Barahona, ook Santa Cruz de Barahona,  is een stad en gemeente aan de zuidwestkust van de Dominicaanse Republiek; zij heeft 84.000 inwoners. Het is de hoofdstad van de gelijknamige provincie. De stad ligt aan de Baai van Neiba. Het is nog een vrij jonge stad, die in 1802 gesticht werd door Toussaint L'Ouverture, een Haïtiaanse vrijheidsstrijder. In de eerste helft van de 19e eeuw was er een levendige handel in hout en meubelen, daarna werd de suikerindustrie belangrijk. Buitenlands toerisme is er weinig, de toeristen die er komen zijn vooral mensen uit het land zelf.

## Bestuurlijke indeling
De gemeente bestaat uit vier gemeentedistricten (distrito municipal):
Barahona, El Cachón, La Guázara en Villa Central.
- Library of Congress Control Number: n84073745
- Nationale Bibliotheek van Israël: 987007562381005171
- Virtual International Authority File: 150144701
- WorldCat: E39PBJrm8P9QKtykGt83hDBdcP

Azua · Bajos de Haina · Baní · Barahona · Boca Chica · Bonao · Comendador · Cotuí · Dajabón · El Seibo · Hato Mayor · Higüey · Jimaní · La Romana · La Vega · Los Alcarrizos · Mao · Moca · Monte Cristi · Monte Plata · Nagua · Neiba · Pedernales · Puerto Plata · Sabaneta · Salcedo · Samaná · San Cristóbal · San Francisco de Macorís · San José de Ocoa · San Juan · San Pedro de Macorís · Santiago · Santo Domingo de Guzmán · Santo Domingo Este · Santo Domingo Norte · Santo Domingo Oeste